# Winds
A Winds 1998-ban alakult norvég progresszív/neoklasszikus metal együttes. Zenéjukön leginkább a klasszikus zene hatása érezhető.

## Tagok
- Lars Eric Si - ének, basszusgitár
- Carl August Tidemann - gitár
- Jan Axel von Blomberg - dob
- Andy Winter - zongora

## Diszkográfia
- Of Entity and Mind (EP, 2001)
- Reflections of the I (2002)
- The Imaginary Direction of Time (2004)
- Prominence and Demise (2007)